# Шишонко, Василий Никифорович
Василий Никифорович Шишонко (2 августа 1831, село Баклан Мглинского уезда Черниговской губернии — 17 ноября 1889, Пермь) — пермский медик, педагог и краевед, действительный статский советник. Известен как составитель «Пермской летописи» в семи томах.
Что не ясны соколички

Слетелись,

Собирались добры молодцы —

Бродяги

Беспарточные.

Они думали — гадали

Заедино все:

— Кому-то из нас

Атаманом быть?

Атаманом быть

Ермоли Тимофеевичу.

Есаулом быть ему

Ермоли Тимофеевичу.

Атаман возговорил,

Как ровно в трубу вострубил.

Есаул возговорил,

Ровно свирью свирель.

— Нам, не полно ли,

Ребятушки,

На морях стоять,

На морях стоять,

Разбой держать.

## Биография
Окончил Петербургскую медико-хирургическую академию. С 1863 года жил в Перми. Работал по специальности до 1868 года, затем служил секретарём Губернского статистического комитета. В 1879—1889 гг занимал пост инспектора народных училищ Пермской губернии, успешно проявив себя в качестве организатора народного образования.
Скончался в 1889 году и похоронен в Перми на Егошихинском кладбище В 2007 году там был установлен памятник и проложена благоустроенная дорожка — «тропа Шишонко».

## Труды
Сделал весомый вклад в изучение истории Урала, составив «Пермскую летопись» в 7-ми томах. Труд остался незаконченным — вместо запланированного периода летописи до 1881 г., автор успел охватить только период до 1715 г. За этот далеко не научный труд на научно-промышленной выставке в Екатеринбурге в 1887 году он был удостоен Большой серебряной медали. В то же время  этот труд вызывал и вызывает по сей день серьёзную критику со стороны профессиональных историков за дилетантский подход Шишонко к исторической тематике. Также написал книгу по истории народных училищ Соликамска и Соликамского уезда и ряд практически полезных изданий, например: «Приготовление кумыса из кобыльего и коровьего молока». Кроме того, Шишонко собирал фольклор: песни, былины и легенды, бытующие в Прикамье. Его рукопись «Народное творчество Пермской губернии» осталась неизданной, но часть собранного материала вошла в книгу «Отрывки из народного творчества Пермской губернии» (Пермь, 1882 г).